# A-8062
La carretera A-8062 es una vía interurbana perteneciente a la Red Complementaria Metropolitana Sevilla de la Junta de Andalucía, que une las localidades de Bormujos y Valencina de la Concepción cruzando por Gines, en la zona oeste del área metropolitana de Sevilla.
Debido a que los municipios por los que pasa han crecido en las últimas décadas hasta llegar a unirse entre ellos (formando parte de la conurbación de la primera corona del Aljarafe), prácticamente todo su recorrido forma parte del callejero de dichos municipios y tiene características de vía urbana.

## Conexiones
El trazado de la A-8062 se inicia en la rotonda de los cruces de la A-474 y A-8068, en Bormujos, y finaliza en una rotonda en el cruce con la carretera A-8077, en el sur de Valencina de la Concepción.